# RDC (鉄道車両)
バッド・レール・ディーゼル・カー（英語: Budd Rail Diesel Car、RDC）またはバッドライナー（英語: Buddliner）は、アメリカ合衆国の金属メーカーであるバッド社がかつて製造していた、ステンレス製の車体を有する気動車である。1949年から1962年にかけて製造され、北米を含めた世界各地へ導入された。この項目では、RDCを基に設計が行われた鉄道車両についても解説する。

## 登場までの経緯

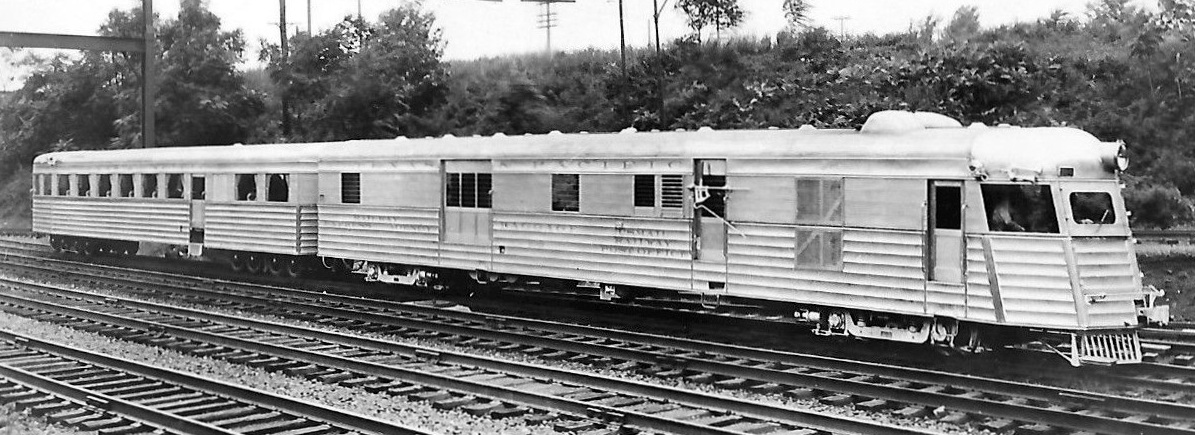
バッド社が最初に製造したゴムタイヤ式気動車

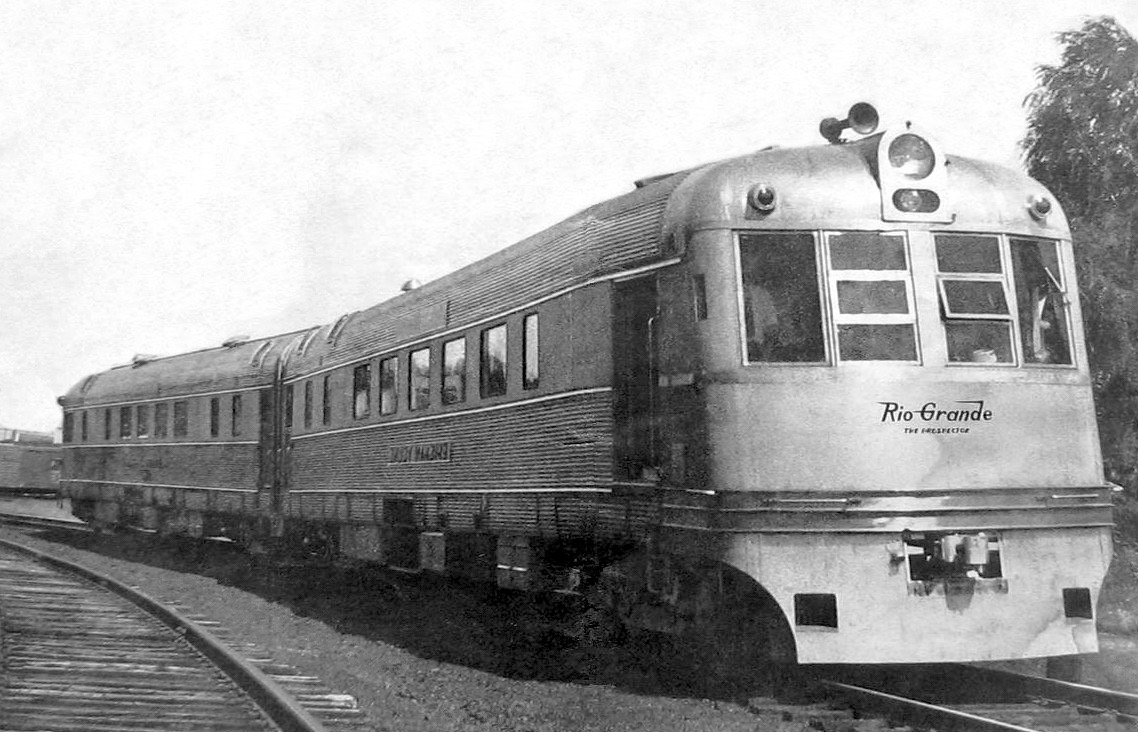
リオグランデ鉄道に導入された気動車・プロスペクター

アメリカにおける気動車の歴史は古く、20世紀初頭の段階でマッキーン・モーターカーによるガソリンエンジンを備えたマッキーン・レールモーターが北米各地に導入されていた。また1920年代以降はブリルを始めとする企業がドゥードゥルバグと呼ばれ電気式気動車を多数製造し、各地の中・短距離列車における運転の効率化やコスト削減に貢献した。
そんな中、バッド社は1932年にステンレス製の車体を使用した気動車を発表し、鉄道業界に参入した。ステンレス車体は従来の鋼鉄を用いた車体に比べ、無塗装で腐食する事がないため軽量化でき、かつ頑丈という利点を有していた。最初の車両はフランスのタイヤメーカーであるミシュランとの提携で製造されたゴムタイヤ車両であったが、タイヤの破裂や脱線が相次いだことで短期間の運用に終わった。その後に製造された動力集中式列車であるパイオニア・ゼファーは高い成功を収めたが、1941年に製造された通常台車による2両編成の気動車「プロスペクター」（初代）は使用路線であったリオグランデ鉄道の使用条件（急勾配）に適さず1942年に返却されてしまった。
これらの失敗を経て、第二次世界大戦終結後の1949年以降バッド社が製造した気動車がRDCである。最初の車両は1949年に製造された後シカゴ・ユニオン駅で展示され、翌1950年にニューヨーク・セントラル鉄道で営業運転を開始した。

## 概要

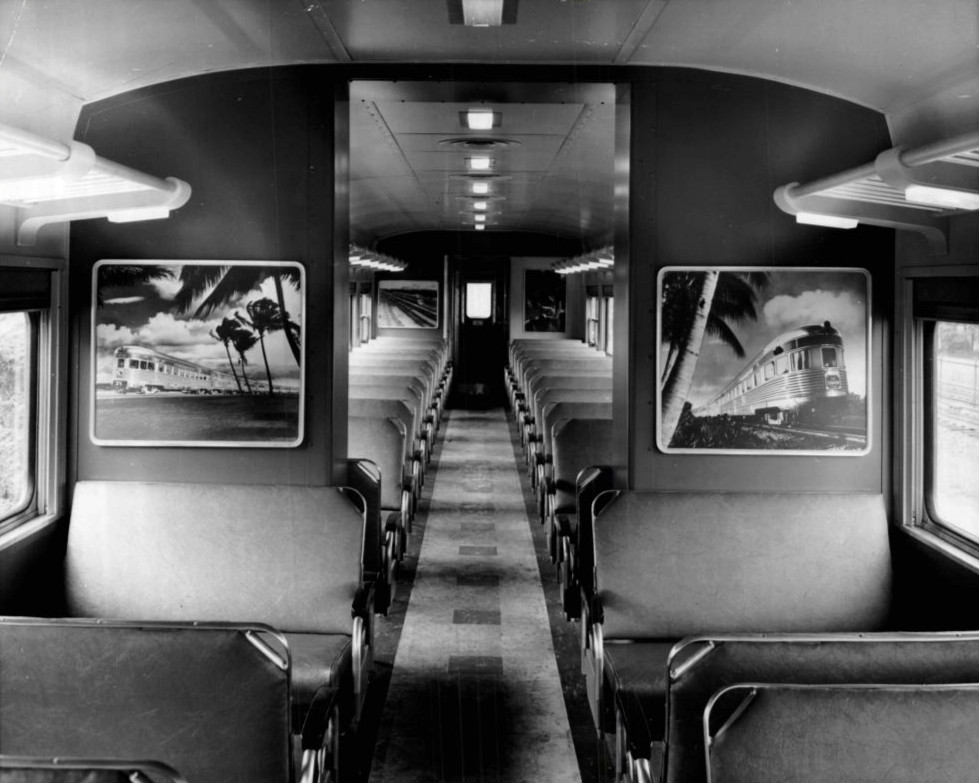
車内レイアウト

車体はバッド社が手掛けていたステンレス製のものを用いており、耐久性と軽量化の両立が実現している。総括制御に対応している他、一部車両を除いて車体の両側に運転台が設置されており、需要に応じた柔軟な運行が可能である。エンジンはデトロイトディーゼルが製造した直列6気筒のものを採用し、液体変速機を介しボギー台車の車体内側の車軸に動力を伝える構造となっている。車内には空調装置も設置されているが、屋根上の機器は集中式冷房装置ではなく大型のラジエーターである。
1956年にはエンジンの出力増強、座席の改良、前面窓の小型化などの仕様変更が行われ、1962年まで製造が続いた。

### 車種
以下の5種類が製造された他、調理室の増設など各地の鉄道の用途に応じた車両の製造も実施された。
- RDC-1 - 両運転台式の全室座席車。日本国有鉄道の気動車の形式称号では「キハ」に該当する[11]。
- RDC-2 - 客室と荷物室を有する合造車。両運転台式。「キハニ」に該当[12]。
- RDC-3 - 客室、荷物室、郵便室を有する合造車。両運転台式。「キハユニ」に該当[13]。
- RDC-4 - 荷物室、郵便室を有する。両運転台式。「キユニ」に該当[14]。
- RDC-9 - 1956年の仕様変更により追加された車種。運転台が設置されていない中間車で、エンジンも1基のみ搭載している。「キハ」に該当[15]。なお、カナダなど一部地域ではRDC-5という形式名で呼ばれていた[8]。

| 車種         | RDC-1                                             | RDC-2                                             | RDC-3                                               | RDC-4                                                 | RDC-9                        |
| ------------ | ------------------------------------------------- | ------------------------------------------------- | --------------------------------------------------- | ----------------------------------------------------- | ---------------------------- |
| 軌間         | 1,000 mm、1,435 mm、1,600 mm                      | 1,000 mm、1,435 mm、1,600 mm                      | 1,000 mm、1,435 mm、1,600 mm                        | 1,000 mm、1,435 mm、1,600 mm                          | 1,000 mm、1,435 mm、1,600 mm |
| 全長         | 85.0ft （25,910mm）                               | 85.0ft （25,910mm）                               | 85.0ft （25,910mm）                                 | 73.1ft （22,500mm）                                   | 85.0ft （25,910mm）          |
| 全幅         | 9.3 ft （2,835mm）                                | 9.3 ft （2,835mm）                                | 9.3 ft （2,835mm）                                  | 9.3 ft （2,835mm）                                    | 9.3 ft （2,835mm）           |
| 全高         | 14.7 ft （4,481mm）                               | 14.7 ft （4,481mm）                               | 14.7 ft （4,481mm）                                 | 14.7 ft （4,481mm）                                   | 14.7 ft （4,481mm）          |
| 運転整備重量 | 118,000lb （53.523t）                             | 119,000lb （53.977t）                             | 118,000lb （51.120t）                               | 118,000lb （51.619t）                                 | ？                           |
| 速度         | 毎時85マイル （137km/h）                          | 毎時85マイル （137km/h）                          | 毎時85マイル （137km/h）                            | 毎時85マイル （137km/h）                              | 毎時85マイル （137km/h）     |
| 着席定員     | 90人                                              | 71人                                              | 49人                                                |                                                       | 94人                         |
| 荷重         |                                                   | 9,900lb （4.490t）                                | 8,000lb（3.629t）（荷物） 5,500lb（2.494t）（郵便） | 20,200lb（9.162t）（荷物） 10,000lb（4.536t）（郵便） |                              |
| 機関         | DD 6-110                                          | DD 6-110                                          | DD 6-110                                            | DD 6-110                                              | DD 6-110                     |
| 出力         | 550HP（404kw）（初期車） 600HP（441kw）（増備車） | 550HP（404kw）（初期車） 600HP（441kw）（増備車） | 550HP（404kw）（初期車） 600HP（441kw）（増備車）   | 550HP（404kw）（初期車） 600HP（441kw）（増備車）     | 300HP（220kw）               |
| 車軸配置     | 1A-A1                                             | 1A-A1                                             | 1A-A1                                               | 1A-A1                                                 | 1A-2                         |
| 製造初年     | 1949年                                            | 1949年                                            | 1949年                                              | 1949年                                                | 1956年                       |
| 参考         | [ 16 ] [ 17 ]                                     | [ 16 ] [ 17 ]                                     | [ 16 ] [ 17 ]                                       | [ 16 ] [ 17 ]                                         | [ 16 ] [ 17 ]                |

## 運用

### アメリカ
1949年の登場以降RDCはアメリカ全土に導入され、各鉄道の動力近代化やコスト削減に大きく貢献した。特にボストン・アンド・メイン鉄道は1962年の時点で101両のRDCを所有し、75両の蒸気機関車と約400両の客車を全て置き換え運用の効率化を実現させた。アメリカの鉄道退潮期にあたる1960年代から1970年代にかけて、RDCが最後の旅客列車となった鉄道路線も多い。
また、地域輸送に加え優等列車に使用された例も多数存在した。ボルチモア・アンド・オハイオ鉄道では調理室を設置したRDC-2（着席定員24人）と2両のRDC-1を連結した優等列車"デイライト・スピードライナー"が1963年まで運行され、ウエスタン・パシフィック鉄道ではカリフォルニア・ゼファーの補完列車"ゼフィレッテ"としてRDC-1の単行運転が実施されていた。
1971年のアムトラック発足時も後述するロジャー・ウィリアムス用車両を含め多数のRDCが各私鉄から継承され、コネチカット州を中心に使用された。またモータリーゼーションを経て鉄道の見直しが進む中でRDCは引き続き通勤輸送に多数用いられる事となった。1990年代以降は老朽化に加え、海外メーカーが製造する新型気動車への置き換えによる廃車が進行しているものの、ダラス高速運輸公社（DART）で使用されていたRDCが2017年にオール・アース・レール（All Earth Rail）に譲渡されるなど、登場から半世紀以上が過ぎた2018年時点でも継続して使用される事例が存在する。

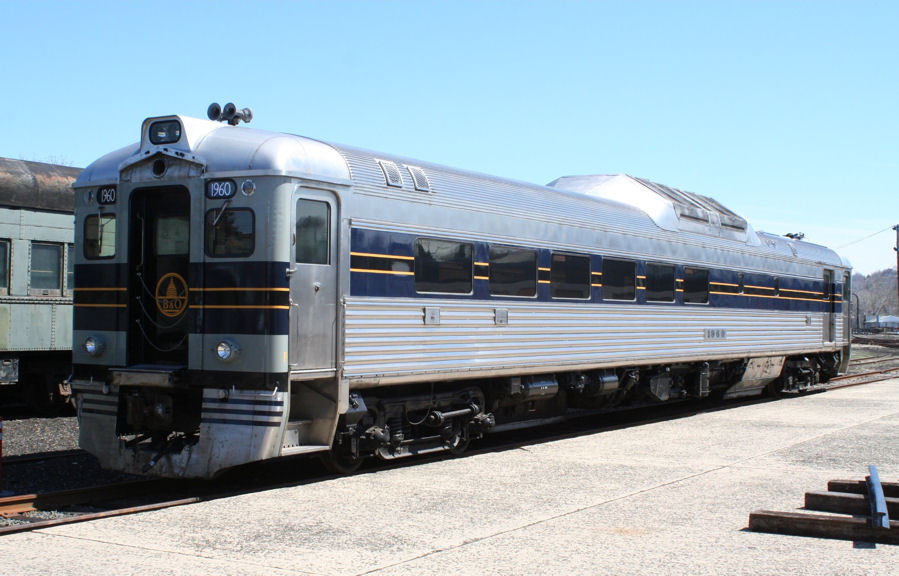
ボルチモア・アンド・オハイオ鉄道塗装のRDC-2
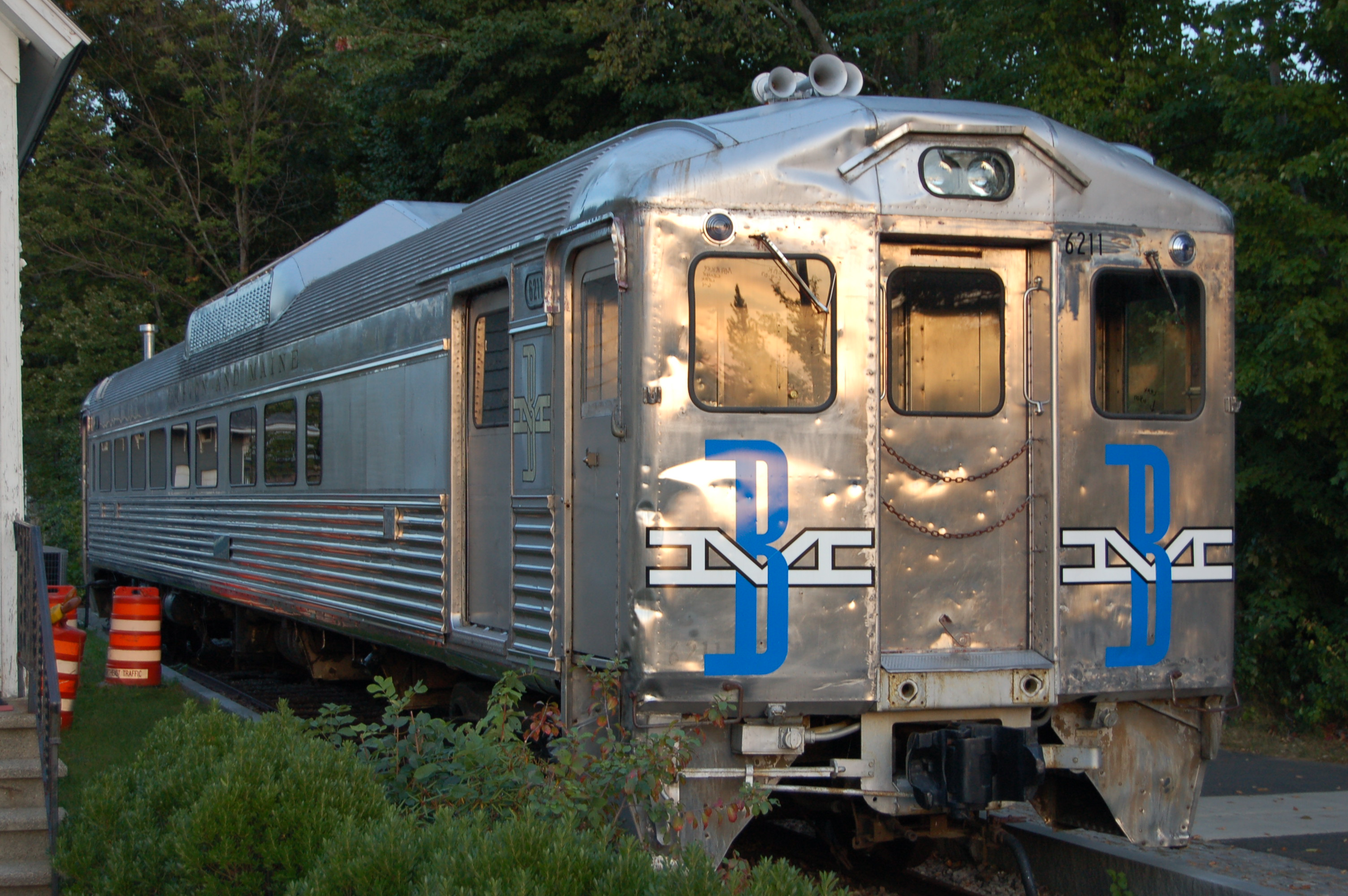
ボストン・アンド・メイン鉄道（英語版）塗装のRDC-1
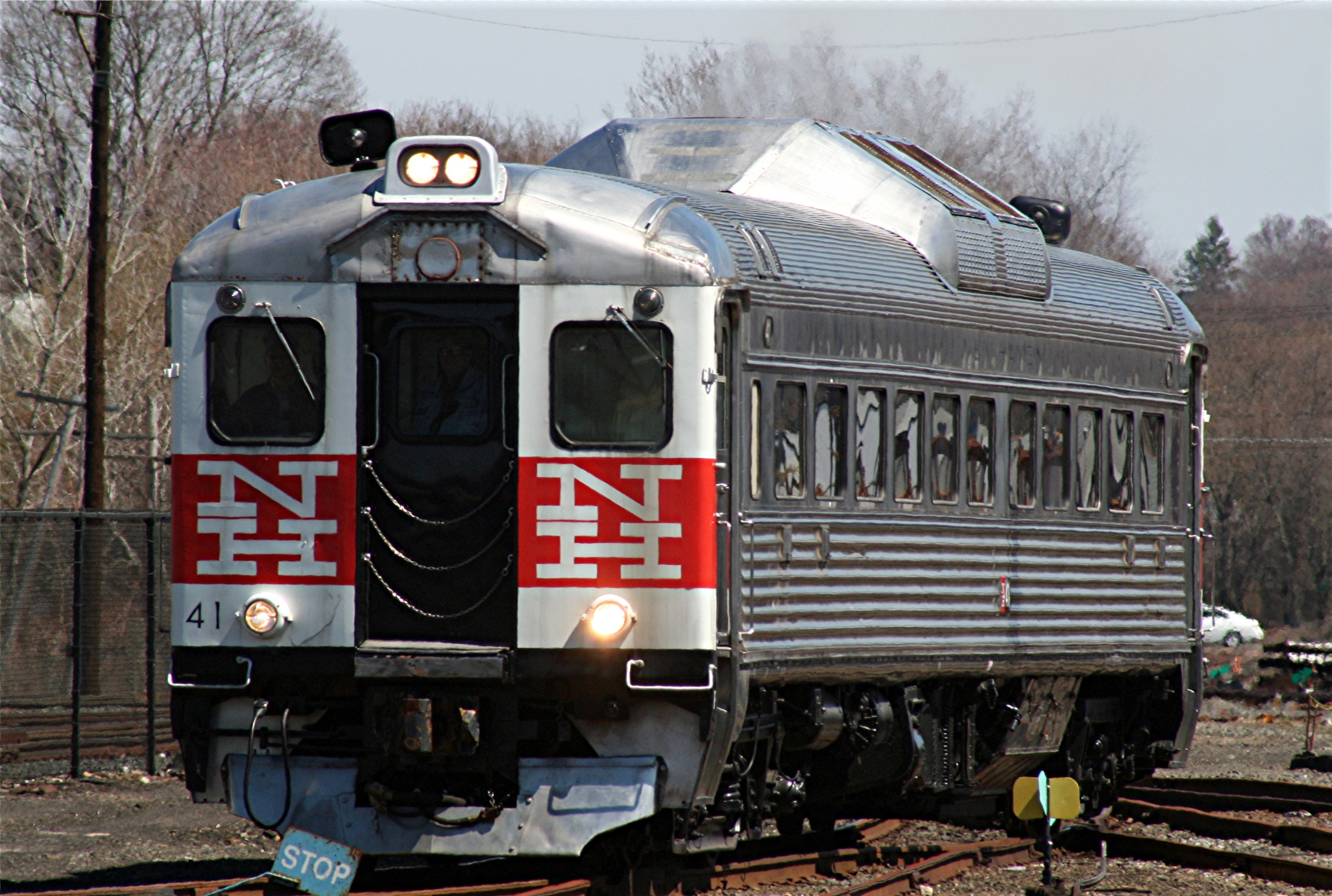
ニューヘイヴン鉄道塗装のRDC-1
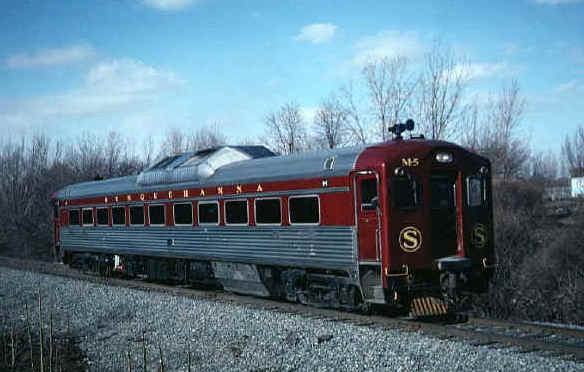
ニューヨーク・サスケハナ・アンド・ウェスタン鉄道（英語版）塗装のRDC-1
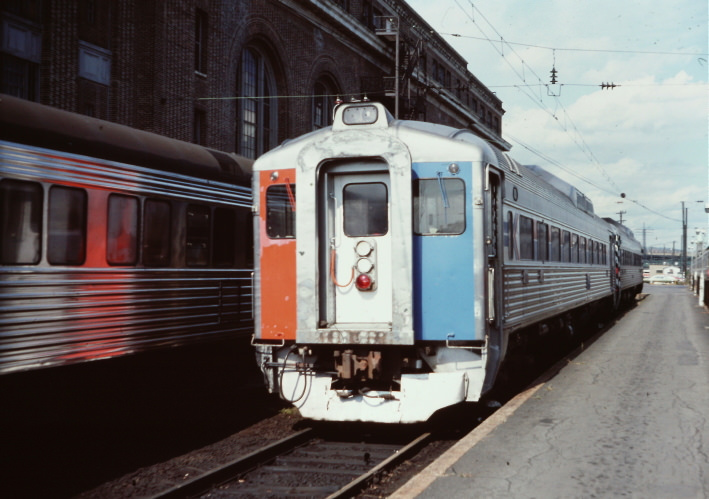
アムトラック塗装のRDC-1
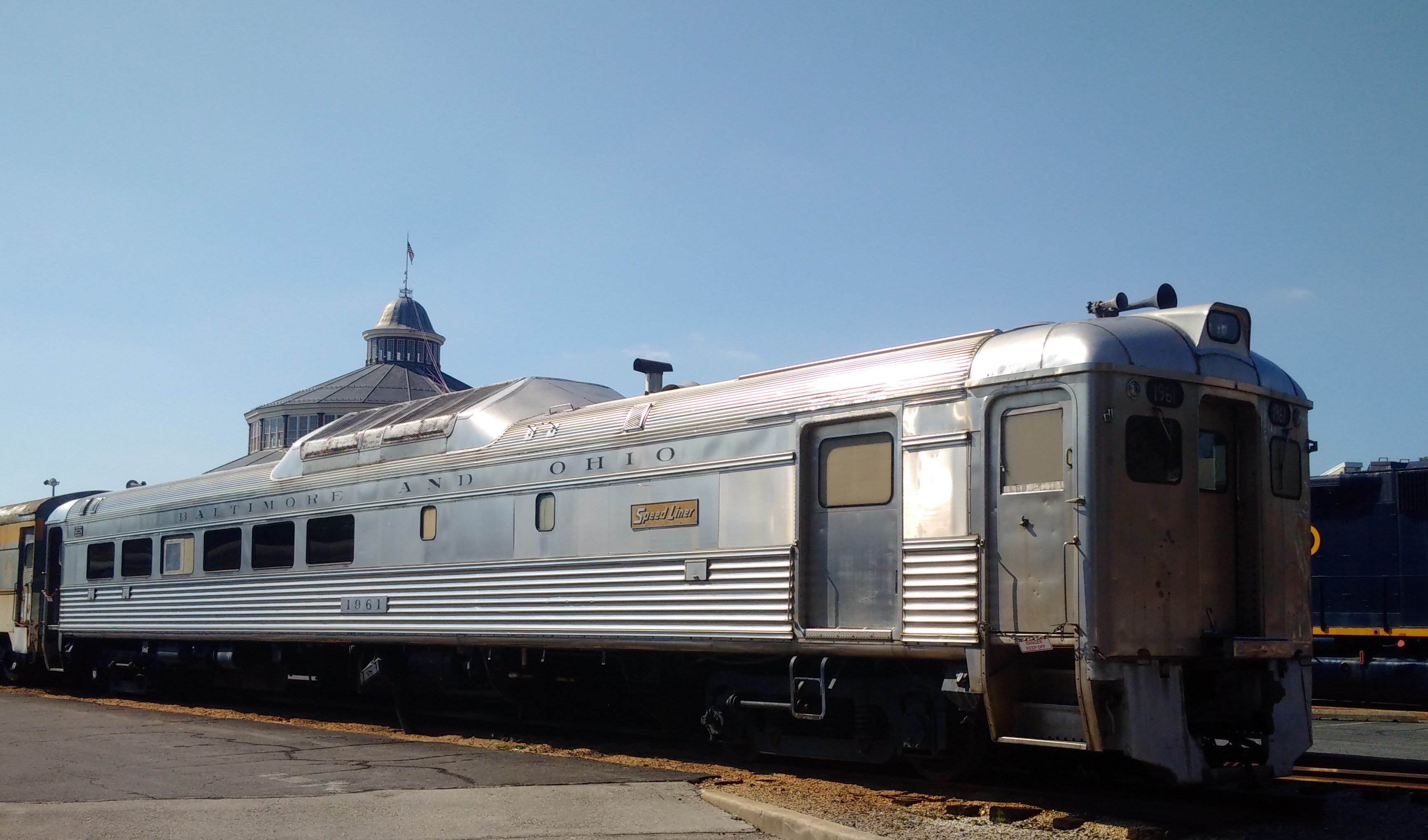
デイライト・スピードライナーに導入された食堂・荷物・客室合造車（RDC-2）
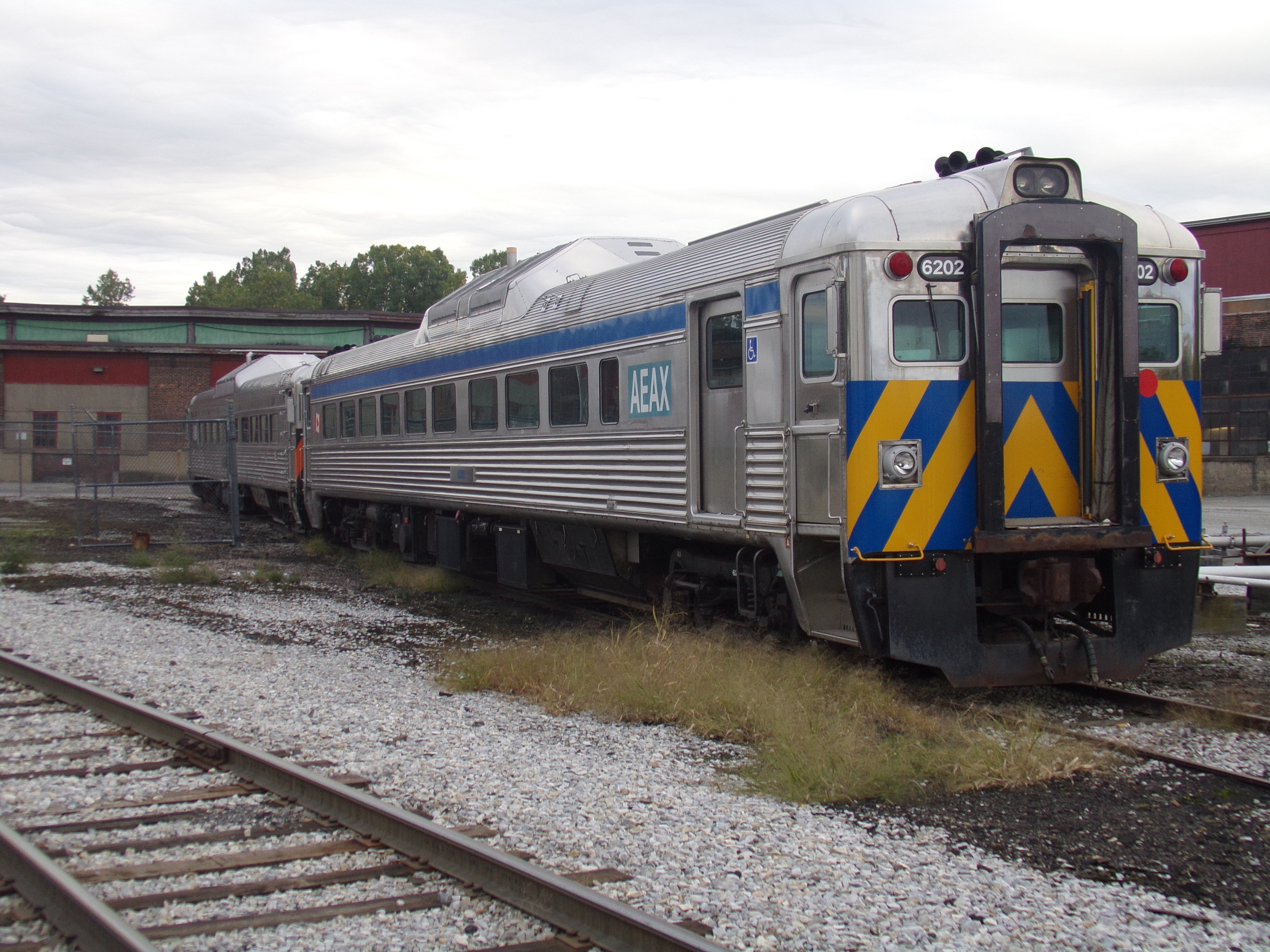
オール・アース・レールが所有するRDC（2018年撮影）

### カナダ
1953年以降、RDCはカナダ各地の鉄道にも多数導入され、特にカナダ太平洋鉄道の計52両と言う導入数はボストン・アンド・メイン鉄道に次ぐ多さだった。カルガリー - エドモントン間を始めとする都市間輸送に使用され、"デイライナー（Dayliner）"と言う愛称が付けられていた。またカナダ国有鉄道も25両を導入し、"レイライナー（Railiner）"と言う愛称で運行していた。これらの鉄道が主要旅客事業をVIA鉄道に移管した際にRDCも併せて譲渡され、2018年現在でも現役を維持している。なお、一部のRDC-2についてはバッド社のライセンスに基づきカナダ国内のメーカーであるカナディアン・カー・アンド・ファウンドリーが製造している。
上記の他にもRDCを導入した私鉄が存在し、パシフィック・グレート・イースタン鉄道（現：BCレール）では2002年10月までRDCを用いた旅客輸送を行っていた。

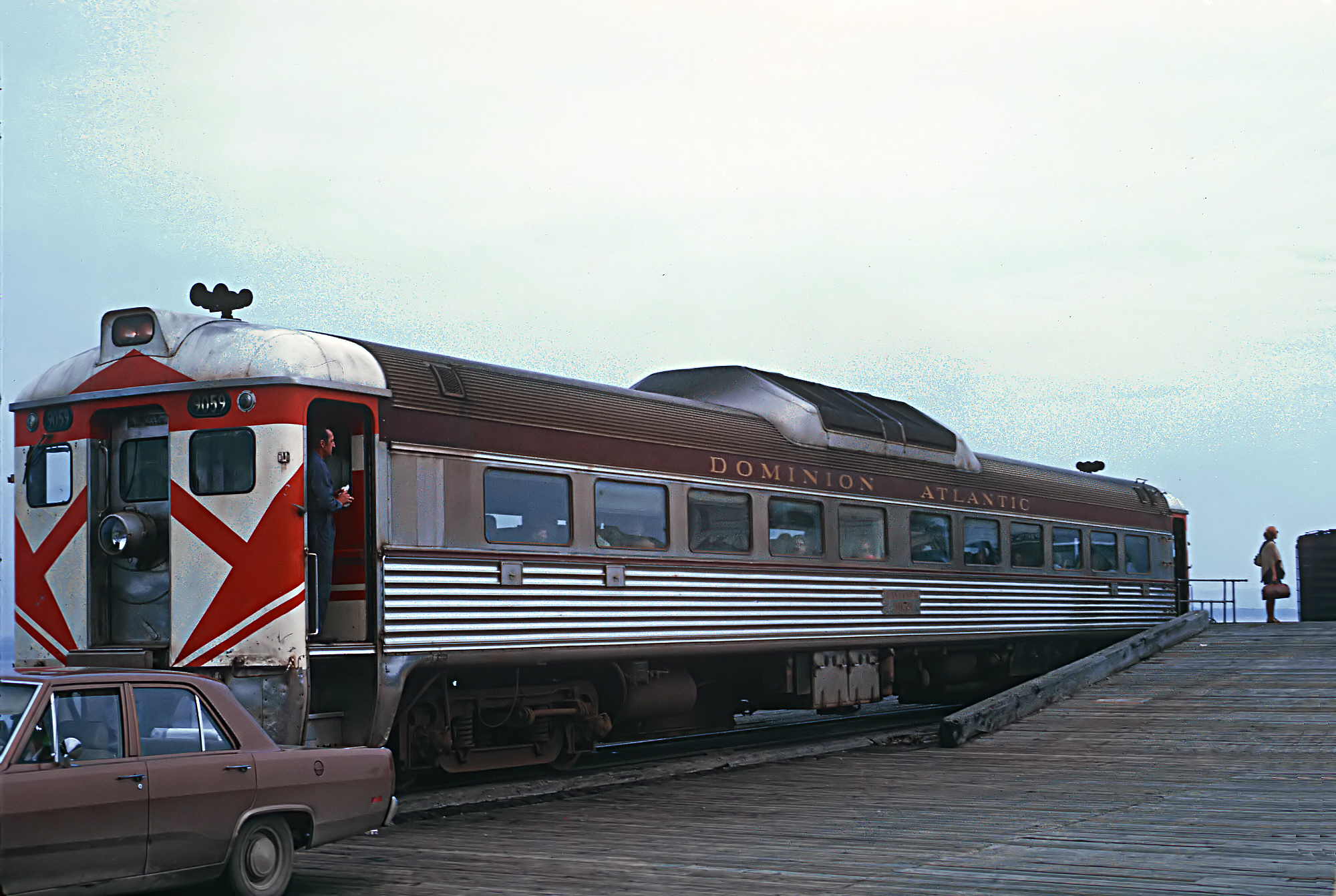
カナダ太平洋鉄道の傘下鉄道だったドミニオン・アトランティック鉄道（英語版）で使用されていたRDC-1
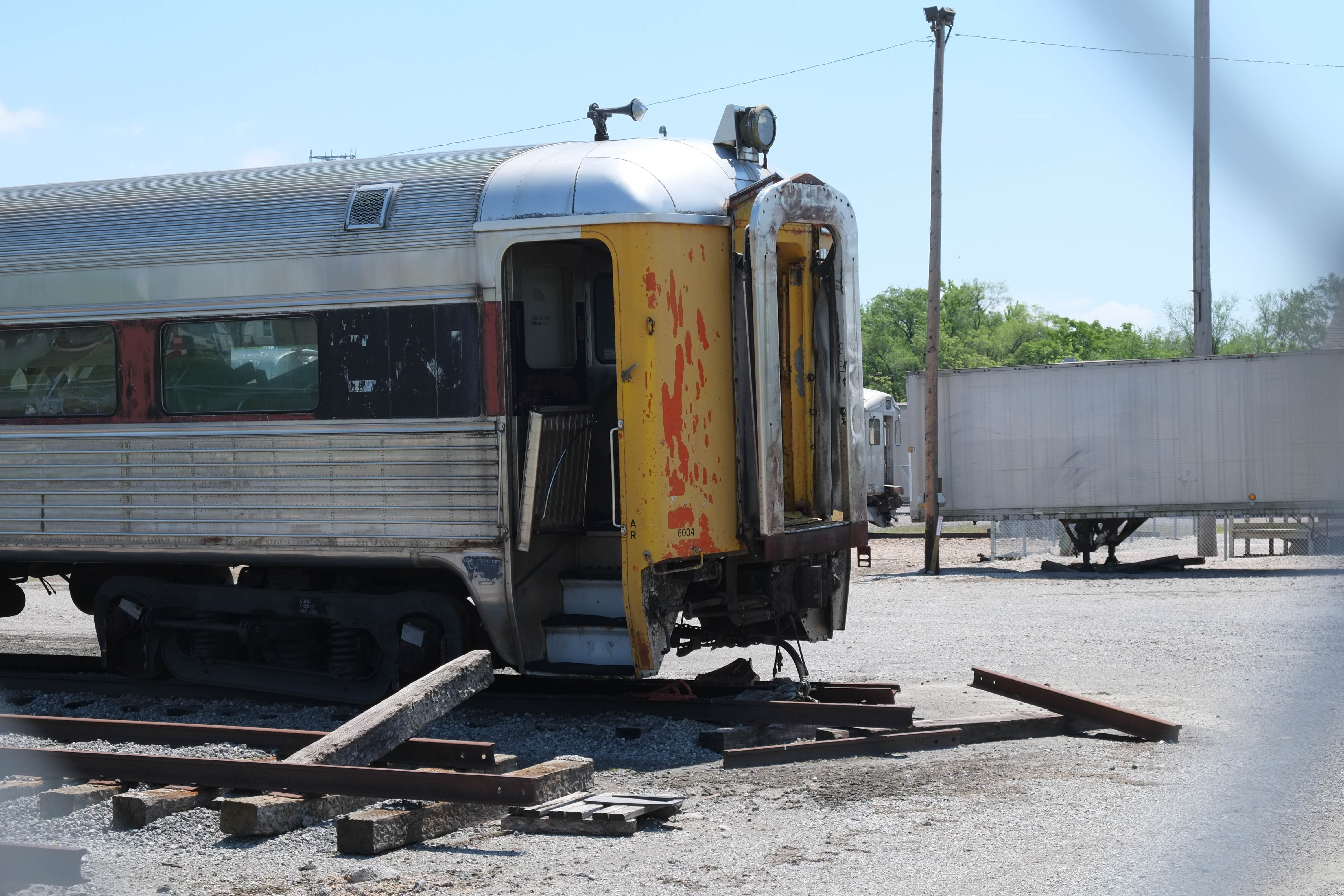
カナダ国有鉄道塗装のRDC-9
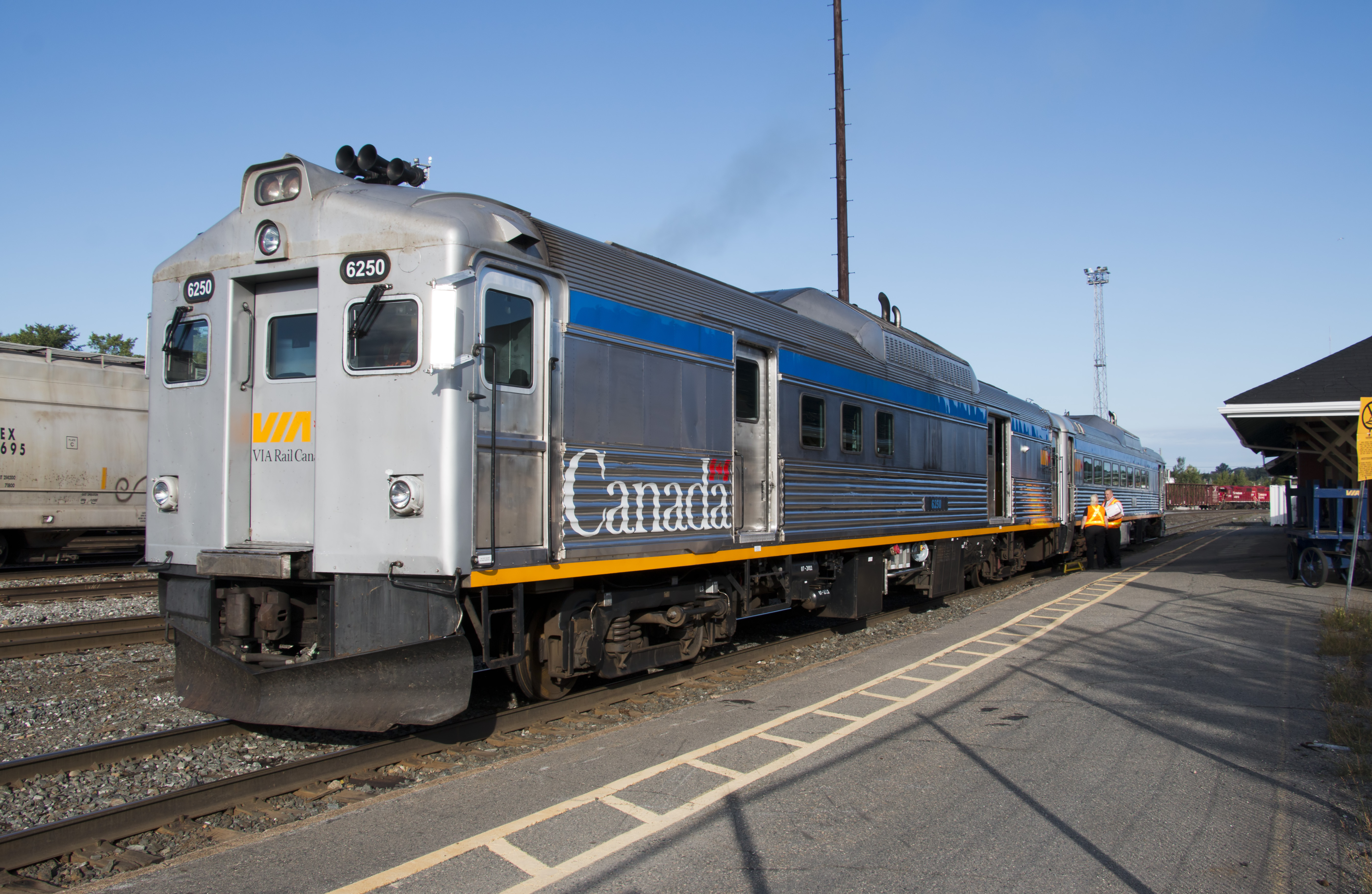
VIA鉄道に継承されたRDC-4
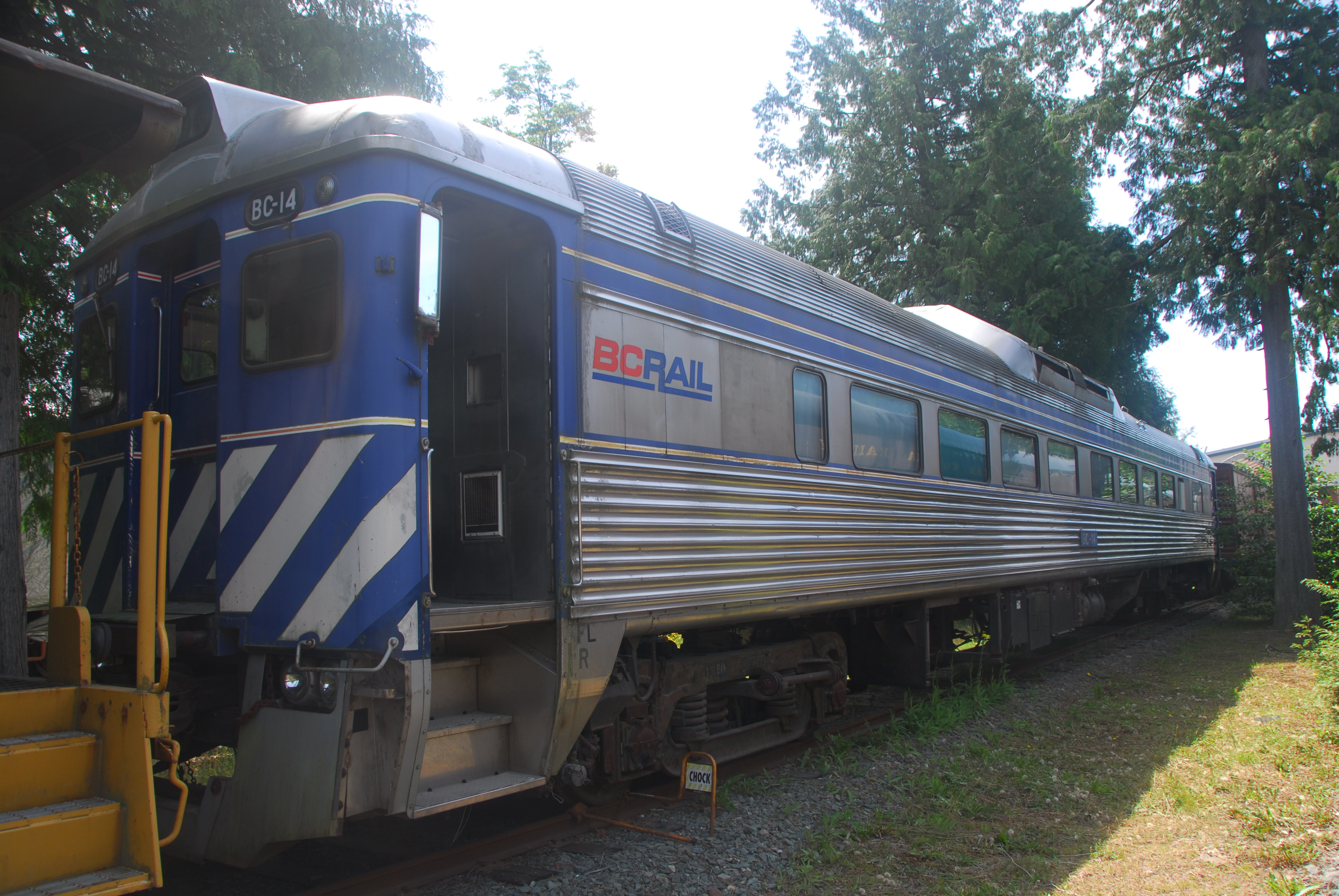
BCレール塗装のRDC-1

### オーストラリア
1951年、オーストラリア政府が運営していたコモンウェルス鉄道は3両のRDC-1を導入し、CB形（CB Class）の形式名を与えた。南オーストラリア州で客車列車を置き換える形で使用され、これにより列車の運行コストが25％削減された。
1975年にコモンウェルス鉄道が再編されオーストラリアン・ナショナルになった際、CB形は営業運転から撤退し車庫に留置状態となったが、1986年に復帰し1990年に南オーストラリア州の地域旅客輸送が終了するまで使用された。2018年現在、CB1がアデレードにある国立鉄道博物館に保存されている。

コモンウェルス鉄道時代のCB形
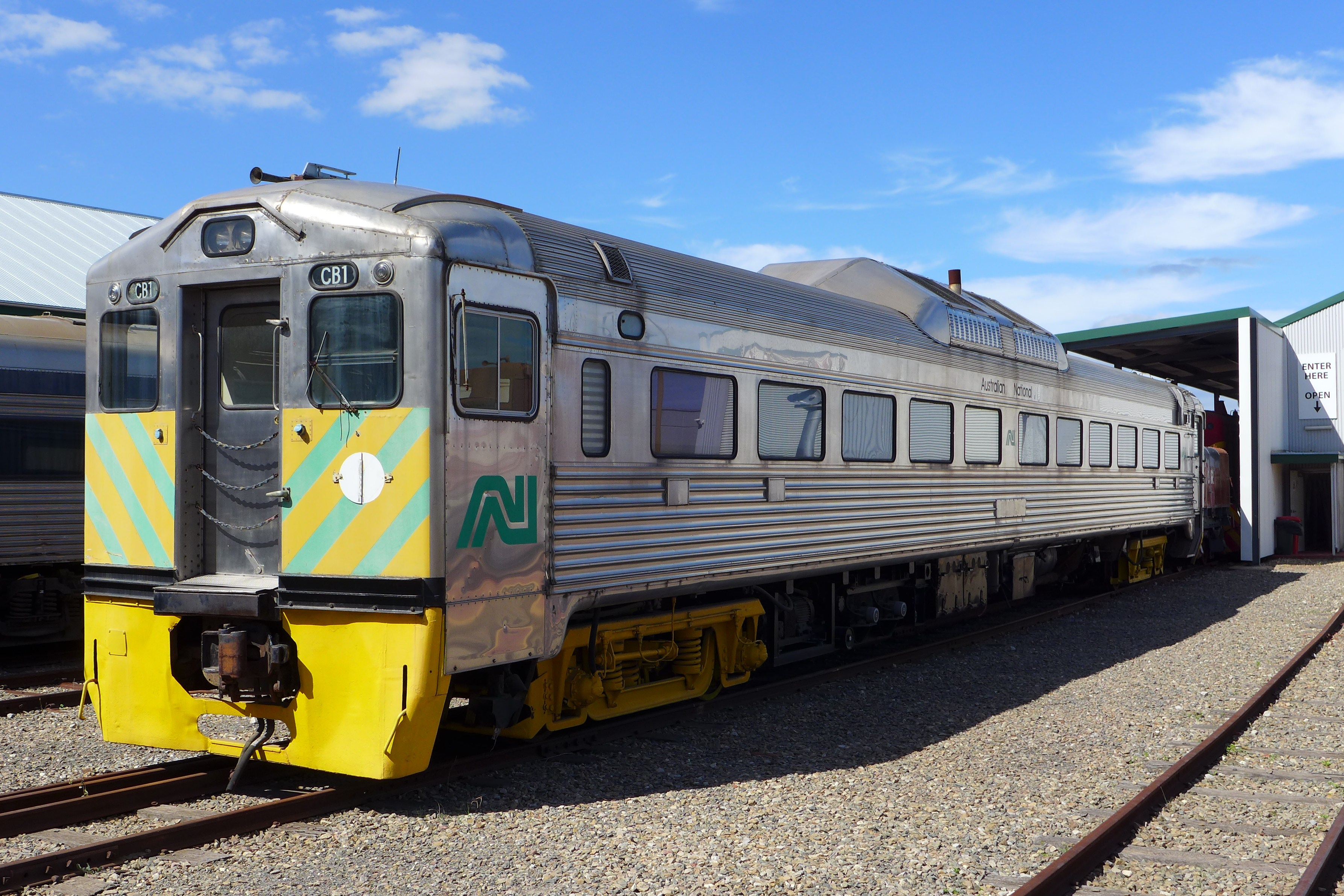
国立鉄道博物館に保存されているCB1

### ブラジル
ブラジルの国鉄にあたるブラジル連邦鉄道（RFFSA）に向けて1958年に最初のRDC（RDC-1、RDC-2）が製造され、1962年 - 1963年にかけてさらに23両（RDC-1）が導入された。このうち1,600 mmゲージ路線に導入された車両は北米向けのRDCと同じ車体を有していたのに対し、1,000 mmゲージ（メーターゲージ）用の車両についてはバッド社が開発したパイオニアⅢと同型の車体であり、台車もパイオニア形を履いている。
1,600 mm、1,000 mm用ともに"Litorina"（リトリーナ - 単行気動車を指す愛称）として親しまれ、主に同国中部と南部の様々な路線で活躍。
老朽化や運用列車の運行休止などにともない、1990年代までに多くの車両が運用から離脱したが、一部の車両は観光列車用として残存し、ブラジル保存鉄道協会などの手により2020年現在も整備・運用されている。

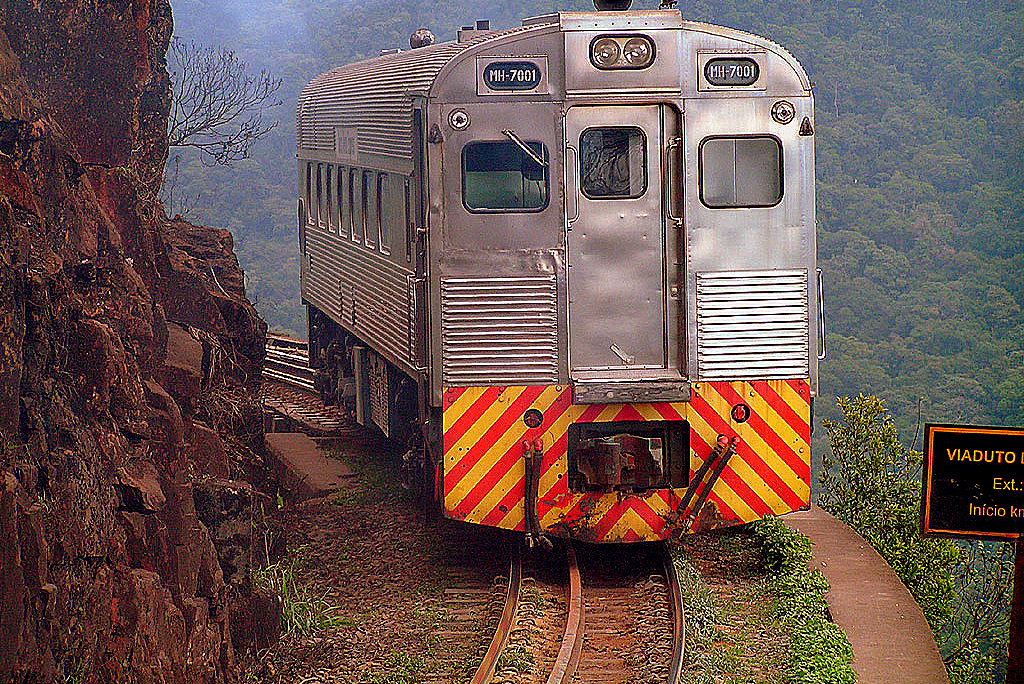
1,000 mm（メーターゲージ）仕様の車両
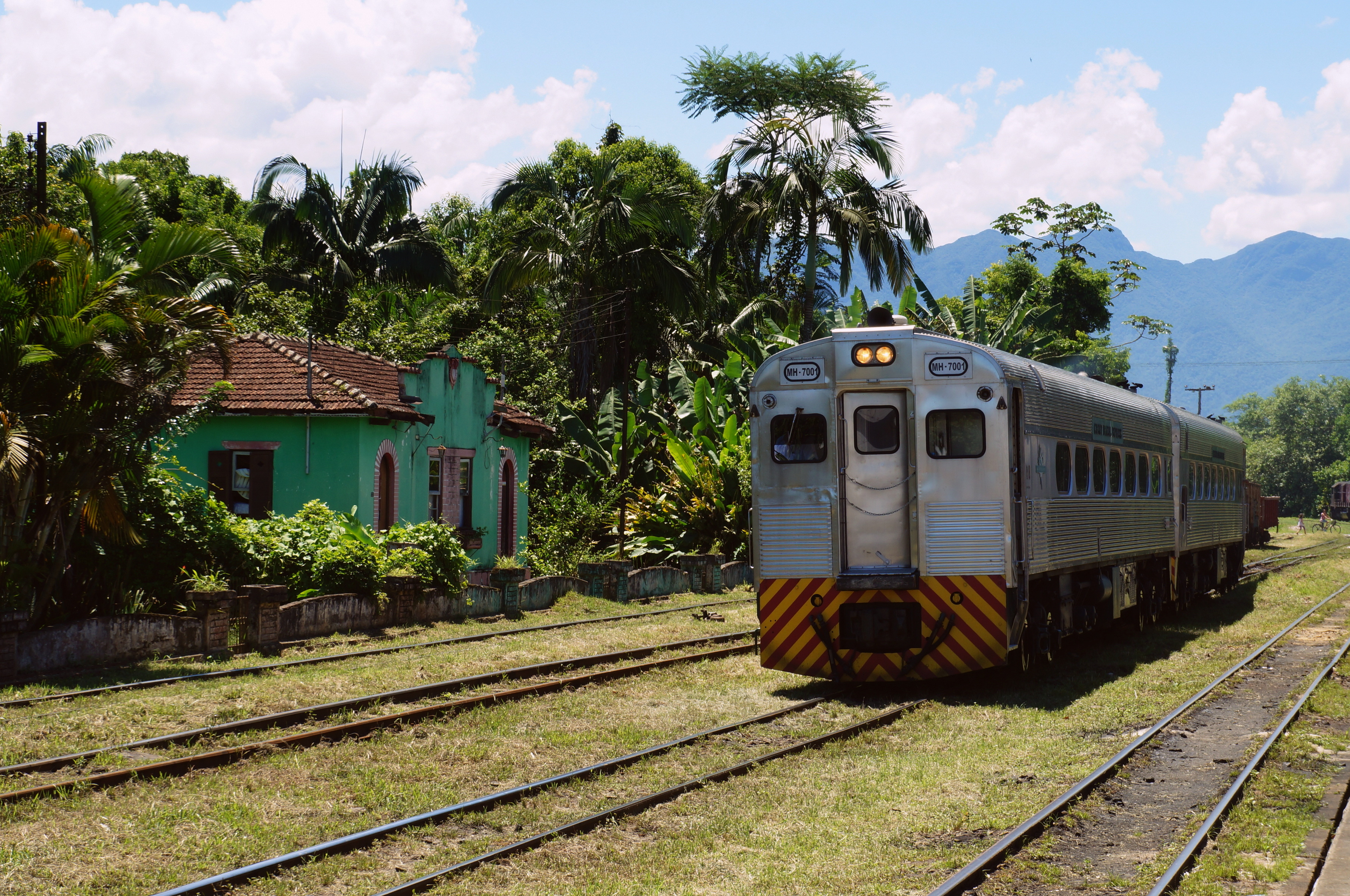
1,000 mm（メーターゲージ）仕様の車両は車体が異なっている

### キューバ
1950年にキューバ国鉄（Ferrocarriles Consolidados de Cuba）向けにRDC-1とRDC-2が計11両、1956年から1957年にかけてキューバ西部鉄道（Ferrocarriles Occidentales de Cuba）向けにRDC-1とRDC-3が計4両製造された。キューバ革命によりキューバ国内の鉄道路線の運営権がキューバ鉄道（Ferrocarriles de Cuba）に統合された後も1980年代まで営業運転に用いられた。
また、1998年にカナダのVIA鉄道から6両のRDC-1が譲渡され、運用されている。

### サウジアラビア
サウジアラビア政府の協力の元でアラビアン・アメリカン・オイル・カンパニー（現：サウジアラムコ）が標準軌の鉄道路線を敷設した際、旅客用車両として1951年と1958年にRDC-2を計7両導入した。ダンマーム近郊の路線で使用されたが、1965年にエンジンが撤去され、以降は客車として使用された。

## 関連形式

### アメリカ国内

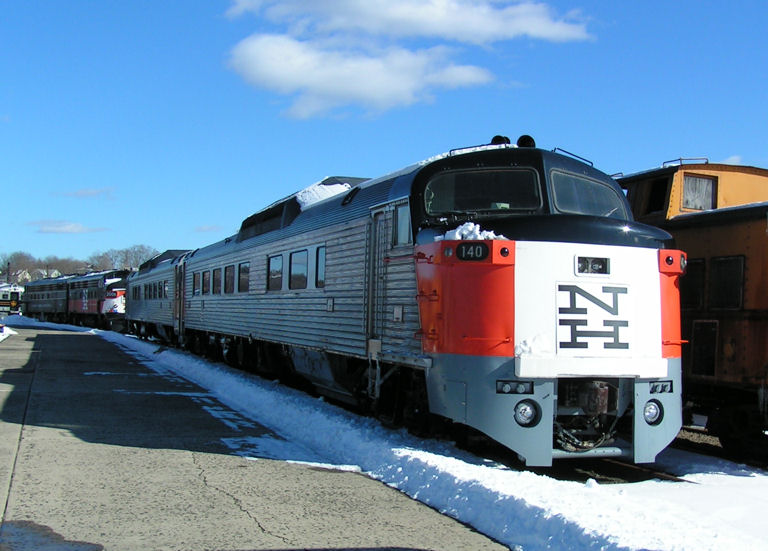
ロジャー・ウィリアムス

- M-497 - 1966年にニューヨーク・セントラル鉄道によって試作された、ジェットエンジンを推進力にする車両。RDC-3から改造され、Black beetleの愛称で呼ばれた[38]。
- ロジャー・ウィリアムス（英語版） - 1957年に製造された、ニューヘイヴン鉄道の6両編成の優等列車。RDCを基に設計されたが車体は更に軽量化され、ニューヨーク市内の第三軌条区間では電車として走行可能なバイモード車両であった[39]。

### アメリカ国外

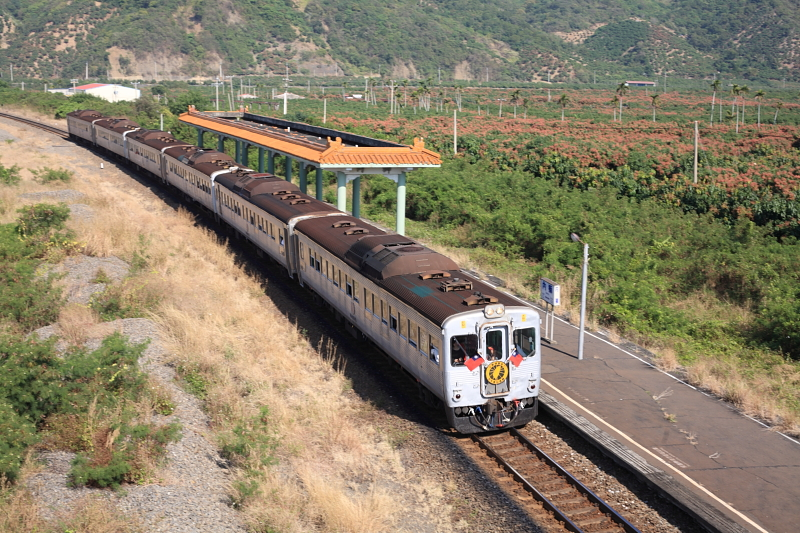
DR2700型

- ニューサウスウェールズ州立鉄道1100形気動車（英語版）　- バッド社とライセンス契約を結んだコメンジによって製造されたステンレス気動車。RDCを基に設計されたが、ニューサウスウェールズ州での使用条件に合うよう一部の仕様変更が行われた[40]。
- 台湾鉄路管理局DR2700型気動車 - バッド社とライセンス契約を結んだ東急車輌製造によって製造された、 台湾初のステンレス鉄道車両。RDCを基に設計が行われ、屋根上の大型ラジエーターなどの共通点が見られる[41]。